# La Petite Sirène (film, 1989)
Pour les articles homonymes, voir La Petite Sirène (homonymie).
Série Classiques d'animation Disney
Oliver et Compagnie
(1988) Bernard et Bianca au pays des kangourous
(1990)
Série La Petite Sirène
La Petite Sirène 2
(2000)
Pour plus de détails, voir Fiche technique et Distribution.
La Petite Sirène (en anglais : The Little Mermaid) est le 36e long-métrage d'animation et le 28e « Classique d'animation » de Walt Disney Pictures. Sorti en 1989, il s'inspire librement d'un conte de Hans Christian Andersen, publié en 1837.
Écrit et réalisé par John Musker et Ron Clements, produit par John Musker et Howard Ashman, qui a écrit les chansons du film avec le compositeur de la bande originale Alan Menken, le film raconte comment Ariel, une sirène qui rêve de devenir humaine, tombe amoureuse du prince Éric, puis conclut un marché avec la sorcière des mers Ursula.
Walt Disney a pour projet d'adapter La Petite Sirène depuis les années 1930 sous forme de court-métrage dans une compilation d'adaptations d'Andersen, mais le projet est abandonné. Pendant la production de Basil, détective privé en 1985, John Musker et Ron Clements décident d'adapter le conte de fées et proposent le scénario à Jeffrey Katzenberg, qui refuse d'abord à cause de sa similarité avec le film de 1984 Splash, mais finit par accepter. Alan Menken et Howard Ashman, sous la supervision de Katzenberg, s'inspire de la structure des comédies musicales de Broadway pour écrire les chansons du film, le reste de l'équipe étant occupée par Oliver et Compagnie.
La Petite Sirène sort en salles le 17 novembre 1989 aux États-Unis (le 28 novembre 1990 en France) et reçoit des éloges critiques sur son animation, sa musique et ses personnages. C'est également un succès commercial, générant 84 millions de dollars de recettes à sa sortie et 235 millions de dollars à l'international et devenant le sixième plus gros succès au box-office américain en 1989 et le neuvième plus gros succès au box-office français en 1990. Avec Basil, détective privé et Qui veut la peau de Roger Rabbit, il est considéré comme l'un des meneurs de file de la « Renaissance Disney »,,. Le film reçoit également l'Oscar de la meilleure musique de film et l'Oscar de la meilleure chanson originale pour Sous l'océan.
Une suite en direct-to-video sort en 2000 et se concentre sur la fille d'Ariel, Melody, tandis qu'un troisième film, faisant office de préquelle, sort en 2008. La Petite Sirène est également adapté en comédie musicale en 2008, en émission télévisée musicale spéciale par la ABC en 2019, avec Auliʻi Cravalho dans le rôle d'Ariel, et, dans la tendance du studio, en remake en prise de vues réelles en 2023, avec Halle Bailey dans le rôle d'Ariel.
En 2022, le film est sélectionné pour conservation à la bibliothèque du Congrès par la National Film Registry comme étant « culturellement, historiquement ou esthétiquement important ».

## Synopsis
Dans l'océan Atlantique, au royaume d'Atlantica, Ariel, une sirène, mécontente de sa vie sous-marine, est fasciné par le monde humain et en collectionne des artéfacts dans une grotte : avec son meilleur ami Polochon, un poisson-ange, Ariel rend régulièrement visite à Eurêka, un goéland qui la désinforme malencontreusement sur le monde humain. Cependant, le roi Triton, souverain d'Atlantica, a interdit le contact entre le peuple de la mer et les humains.
Une nuit, Ariel, Polochon et Sébastien, un crabe chef d'orchestre et conseiller du roi, vont à la surface admirer la célébration de l'anniversaire du prince Éric, dont Ariel tombe amoureuse au premier regard. Une tempête provoque le naufrage du bateau et Ariel sauve Éric inconscient pour le ramener sur la plage. Ariel chante pour lui mais part avant qu'il ne reprenne connaissance pour éviter d'être découverte. Remarquant le changement de comportement d'Ariel, Triton questionne Sébastien et apprend son amour pour Éric. Enragé, Triton découvre la grotte d'Ariel et détruit sa collection pour essayer de la protéger. Après le départ de Triton, Flotsam et Jetsam, deux murènes, convainquent Ariel, dévastée, de rendre visite à Ursula, la sorcière des mers.
Ursula passe un marché avec Ariel pour lui donner une forme humaine pendant trois jours en échange de sa voix qu'elle conserve dans un nautile : si Ariel parvient à embrasser le prince, elle restera humaine ; dans le cas contraire, elle devrait redevenir une sirène et appartenir à Ursula. Ariel accepte et devient humaine, emmenée à la surface par Polochon et Sébastien. Éric trouve Ariel, alors muette, sur la plage, et l'emmène dans son château, inconsciente qu'il est celle qu'il recherche. Ariel et Éric passent du temps ensemble et manquent de s'embrasser à la fin du deuxième jour avant d'être renversés par Flotsam et Jetsam. Furieuse, Ursula se déguise en une jeune femme prénommée Vanessa et utilise la voix d'Ariel pour hypnotiser Éric.
Le lendemain, Ariel découvre qu'Éric doit se marier avec Vanessa. Eurêka découvre la véritable identité de Vanessa et en informe Ariel, tandis que Sébastien informe Triton. Eurêka interrompt le mariage avec l'aide de plusieurs animaux marins. Dans le chaos qui s'en suit, le nautile d'Ursula est détruit, Ariel retrouve sa voix et l'enchantement d'Éric est brisé. Réalisant qu'Ariel est celle qui lui a sauvé la vie, Éric veut l'embrasser, mais le soleil du troisième jour se couche et Ariel redevient sirène. Ursula, qui a également repris sa véritable forme, kidnappe Ariel et fait face à Triton, qui accepte de prendre la place d'Ariel et d'abandonner son trident. Ariel est relâchée, Triton devient un polype et Ursula se proclame reine des océans, mais avant qu'elle ne puisse utiliser le trident, Éric l'attaque avec un harpon. En voulant tuer Éric, perturbée par Ariel, Ursula tue Flotsam et Jetsam et s'enrage au point de devenir géante.
Ariel et Éric se retrouvent à la surface avant qu'Ursula ne les sépare. Elle crée une tempête, ce qui ramène des épaves à la surface. Alors qu'Ariel est sur le point d'être tuée, Éric prend le contrôle d'une épave et empale Ursula avec le mât de beaupré. Triton et les autres polypes d'Ursula reprennent leur forme originelle. Triton, comprenant que le bonheur d'Ariel ne peut être complet qu'auprès d'Éric, change Ariel en humaine et approuve son union avec le prince. Ariel et Éric se marient sur un bateau et partent sous le regard des sirènes.

## Fiche technique
- Titre original : The Little Mermaid
- Titre français et québécois : La Petite Sirène
- Réalisation : John Musker et Ron Clements
- Scénario : John Musker et Ron Clements d'après Hans Christian Andersen ; Roger Allers, Matthew O'Callaghan, Ed Gombert, Gary Trousdale, Thom Enriquez, Joe Ranft et Brenda Chapman (storyboards)
- Montage : John Carnochan (supervision film), Kathleen Bennett (supervision musique)
- Conception graphique :
  - Direction artistique : Michael Peraza Jr. et Donald Towns
  - Décors : Donald Towns (supervision), assisté de Jim Coleman, Lisa Keene, Brian Sebern, Philip Phillipson, Andrew Phillipson, Robert E. Stanton, Cristy Maltese, Doug Ball, Tia Kratter, Greg Drolette, Dean Gordon, Craig Robertson, Kathy Altieri et Dennis Durrell
  - Développement visuel : Andy Gaskill
- Animation :
  - Supervision : Andreas Deja, Mark Henn, Glen Keane, Duncan Marjoribanks, Ruben Aquino, Matthew O'Callaghan
  - Animation des personnages : Michael Cedeno, Rick Farmiloe, Shawn Keller, David Pruiksma, Dan Jeup, Jay Jackson, Barry Temple, James Baxter, Kathy Zielinski, Jorgen Klubien, Will Finn, Douglas Krohn, Leon Joosen, Russ Edmonds, David Stephan, Anthony Derosa, Phil Young, David Cutler, Nick Ranieri, Dave Spafford, Chris Bailey, Tony Fucile, Chris Wahl, Chuck Harvey, Tom Sito, Ellen Woodbury, Ron Husband, David Pacheco, Tony Anselmo et Rob Minkoff
  - Effets spéciaux : Mark Dindal (supervision), Jonathan Levit (coordinateur), Bernie Gagliano, Dorse A. Lanpher
  - Animation numérique : Mary Jane Turner, Andrew Schmidt, Tina Price
- Musique :
  - Compositeur : Alan Menken
  - Chansons : Howard Ashman (paroles), Alan Menken (musique)
  - Musique Additionnelles: Hans Zimmer et Stephen Schwartz
  - Arrangements et direction : Robby Merkin
  - Orchestrations : Thomas Pasatieri
- Production : Howard Ashman et John Musker ; Maureen Donley (associée)
- Sociétés de production : Walt Disney Pictures, Silver Screen Partners IV
- Société de distribution : Buena Vista Pictures Distribution
- Budget : 40 millions de dollars
- Langue : anglais
- Format : Couleurs - 35 mm - 1,66:1 (1,85:1 étendu) - Dolby Stéréo
- Durée : 83 minutes
- Dates de sorties :
  - États-Unis : 17 novembre 1989
  - France : 28 novembre 1990

Note : La liste des « crédités » au générique étant trop longue pour être citée in extenso ici, nous n'avons repris que les principaux contributeurs.

## Distribution
Voix originales
- Jodi Benson : Ariel / Vanessa
- Christopher Daniel Barnes : prince Éric
- Samuel E. Wright : Sébastien
- Pat Carroll : Ursula
- Jason Marin : Polochon
- Kenneth Mars : Roi Triton
- René Auberjonois : Chef Louis
- Will Ryan : l'Hippocampe
- Paddi Edwards: Flotsam et Jetsam
- Buddy Hackett : Eurêka
- Edie McClurg : Carlotta
- Ben Wright : Grimsby
- Hamilton Camp : le loup de mer

Voix françaises
1er doublage (1990)
- Claire Guyot : Ariel / Vanessa
- Thierry Ragueneau : prince Éric
- Henri Salvador : Sébastien
- Micheline Dax : Ursula
- Boris Roatta : Polochon
- Jacques Deschamps : Roi Triton
- Gérard Rinaldi : Chef Louis
- Luq Hamet : l'Hippocampe
- Vincent Grass : Flotsam et Jetsam
- Emmanuel Jacomy : Eurêka
- Claude Chantal : Carlotta
- René Bériard : Grimsby
- Carole Bacon : Andrina
- Barbara Tissier : Alana
- Céline Duhamel : Aquatta
- Anne Jolivet : la servante
- Jacques Giraud : le capitaine
- Pascal Germain : le marin
- Raymond Baillet : le prêtre
- Bernard Tixier : le loup de mer

2e doublage (1998)
- Claire Guyot : Ariel / Vanessa (dialogues)
- Marie Galey : Ariel / Vanessa (chants)
- Bruno Choël : prince Éric
- Christophe Peyroux : Sébastien
- Micheline Dax : Ursula
- Julien Bouanich : Polochon
- Jean Davy : Roi Triton
- Miguel Angel Jenner : Chef Louis
- Éric Métayer : l'Hippocampe
- Marc Alfos :  Flotsam et Jetsam
- Gérard Hernandez : Eurêka
- Claude Chantal : Carlotta
- Jacques Herlin : Grimsby
- Olivier Proust : le marin
- Ivana Coppola, Patrick Larzille, Claudine Delvaux, Régis Reuilhac et Chrystel Montagnon : voix addictionnelles

Voix québécoises
- Violette Chauveau : Ariel / Vanessa (dialogues)
- Dominique Faure : Ariel / Vanessa (chant)
- Pierre Auger : Le Prince Éric
- Pierre Auger : Sébastien (dialogues)
- Michel Comeau : Sébastien (chant)
- Élisabeth Chouvalidzé : Ursula
- Inti Chauveau : Barbotteur
- Yves Massicotte : Le Roi Triton
- Bruno Laplante : Chef Louis
- Marc Labrèche : l'Hippocampe
- Éric Gaudry : Poilleuse et Gueuse
- Vincent Davy : Écoutille
- Michel Maillot : Amédée
- Arlette Sanders : Carlotta
- Marc Labrèche : le messager
- Alain Gélinas : le prêtre
- Jean Brousseau : le marin
- Emmanuel Brouillard et Estelle Picard : voix additionnelles

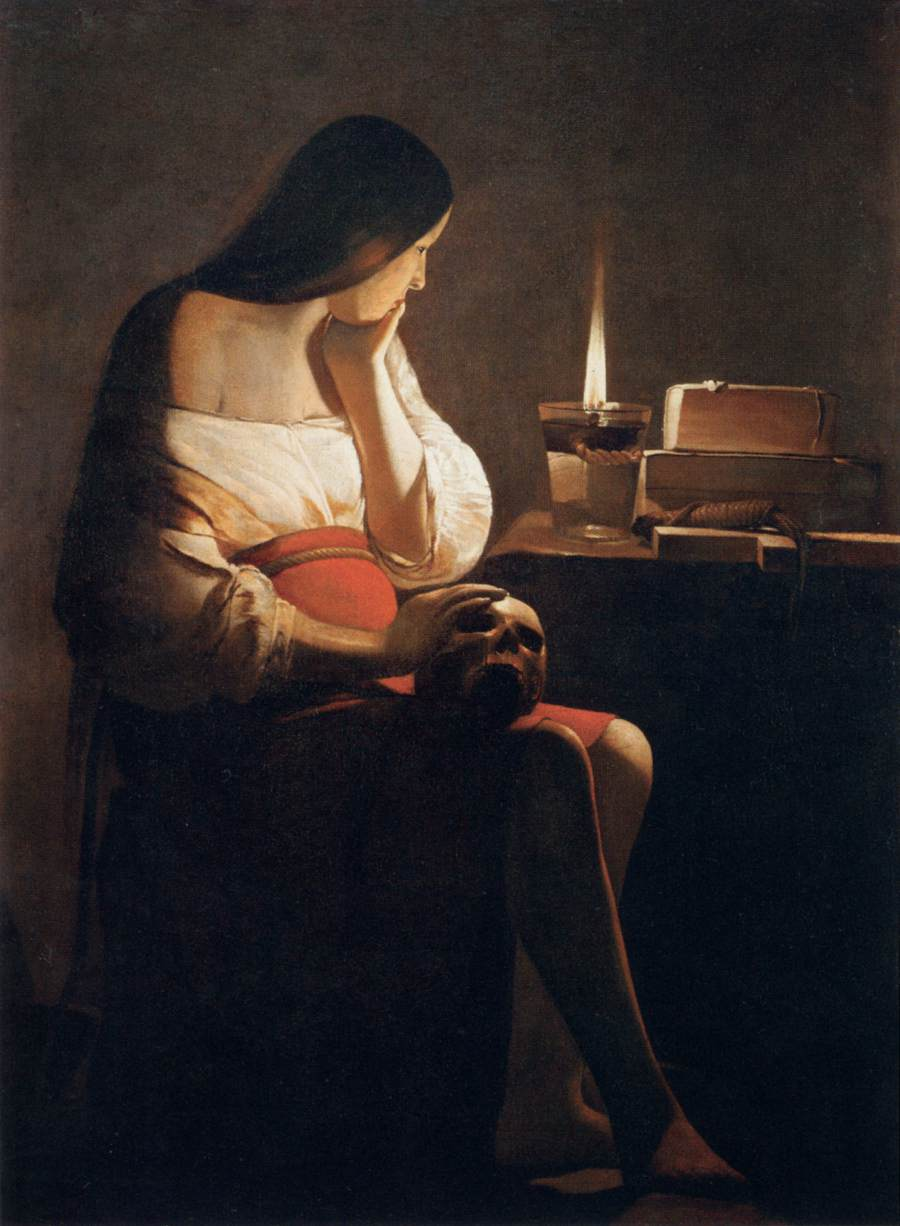
La Madeleine à la veilleuse de Georges de La Tour, qui apparaît lors d'une séquence musicale du film.

### Scénario
La Petite Sirène est d'abord conceptualisé par Walt Disney comme un court-métrage faisant partie d'une compilation d'adaptations de Hans Christian Andersen. Le développement du projet commence dans les années 1930, peu après celui de Blanche-Neige et les Sept Nains, mais est annulé pour de nombreuses raisons.
En 1985, Ron Clements s'intéresse au conte de fées La Petite Sirène et réfléchit à une adaptation alors qu'il réalise Basil, détective privé avec John Musker. Trouvant l'histoire idéale pour un film d'animation et intéressé par la création d'un film sous-marin, il écrit et présente une première ébauche à Jeffrey Katzenberg, alors président de Walt Disney Pictures. Ce dernier refuse le projet à cause de ses similarités avec le film Splash, sorti l'année précédente, pour lequel le studio préparait une suite. Cependant, le lendemain, Jeffrey Katzenberg accepte le projet ainsi que celui qui deviendra Oliver et Compagnie. L'équipe du studio retrouve alors une histoire et des visuels créés par Kay Nielsen pour Walt Disney dans les années 1930 : les changements apportés au conte original à l'époque sont, par coïncidence, les mêmes qui seront apportés à la version des années 1980,.
La même année, John Musker et Ron Clements commencent l'écriture du scénario, en éliminant le rôle de la grand-mère de la sirène et en complexifiant les rôles du roi et de la sorcière. Toutefois, le projet est mis de côté aux profits de Oliver et Compagnie et Qui veut la peau de Roger Rabbit. En 1987, Howard Ashman rejoint le projet et s'inspire de la structure des comédies musicales de Broadway pour écrire les chansons du film, qui sont vues comme intrinsèquement liées au succès du film. Lui et Alan Menken, déjà reconnus pour leur travail pour la comédie musicale Little Shop of Horrors, créent ensemble la bande originale du film.

### Animation
La Petite Sirène devient à l'époque le projet le plus coûteux du studio. En plus de ses studios à Glendale, en Californie, Disney ouvre un deuxième studio à Lake Buena Vista, en Floride, près du Walt Disney World Resort. Sherri Stoner et Joshua Finkel sont alors embauchés en tant que références physiques pour l'animation d'Ariel et du prince Éric ; à ce moment-là, Jodi Benson est déjà embauchée pour doubler la voix d'Ariel, qui est alors utilisée lors des répétitions,. 
Les animateurs principaux de La Petite Sirène sont Glen Keane et Mark Henn pour Ariel, Duncan Marjoribanks pour Sébastien, Andreas Deja pour le roi Triton et Ruben Aquino pour Ursula. Glen Keane est d'abord pressenti pour animer Ursula, ayant déjà travaillé sur des personnages à l'allure imposante comme l'ours de Rox et Rouky ou Ratigan dans Basil, détective privé, mais anime finalement Ariel, qui ressemble apparemment à « sa femme sans les nageoires ». Le corps et la personnalité de la sirène sont inspirés d'Alyssa Milano, qui joue alors dans Madame est servie, tandis que la dynamique de ses cheveux est inspirée de Sally Ride,,,. 
Les scènes sous-marines a nécessité le plus d'effets spéciaux d'animation pour un film d'animation Disney depuis Fantasiaen 1940. Mark Dindal estime qu'un million de bulles ont été dessinées pour le film, en plus d'autres techniques comme l'aérographie, le contre-jour, la surimpression et l'animation par ordinateur. L'animation des bulles est empruntée à Pacific Rim Productions, une société de production chinoise basée à Pékin. La Petite Sirène est le dernier film d'animation Disney à utiliser la caméra multiplane pour un total de trois plans,. 
La Petite Sirène est également le dernier film d'animation de Disney à utiliser l'animation traditionnelle : leurs films suivants, Bernard et Bianca au pays des kangourous et Aladdin, utilisent une méthode combinant dessins scannés et colorisation numérique développée par Pixar et appelée Computer Animation Production System. Des prototypes sont utilisés pour quelques scènes du film et un seul plan, l'un des derniers plans du film, montrant le bateau d'Ariel et Éric naviguant sous un arc-en-ciel, l'utilise finalement. Des effets spéciaux numériques sont utilisés pour animer les épaves de la scène de bataille finale, une cage d'escalier dans le château d'Éric et la calèche qu'Ariel fait sauter par-dessus un ravin. C'est également le dernier film de l'histoire du studio et le seul de la Renaissance Disney à utiliser l'électrophotographie, utilisée par le studio depuis Les 101 Dalmatiens en 1961,.

### Casting
L'apparence d'Ursula est inspirée de la drag queen Divine. L'une des premières inspirations du personnage est également Joan Collins en tant qu'Alexis Carrington dans la série télévisée Dynastie, d'après une suggestion d'Howard Ashman, admirateur de la série. Le script original est écrit pour Bea Arthur, qui jouait à l'époque dans la série télévisée Disney Les Craquantes. Quand elle refuse, Nancy Marchand, Nancy Wilson, Roseanne Barr, Charlotte Rae, Jennifer Saunders et Elaine Stritch sont considérées pour le rôle : Elaine Stritch est engagée mais quitte le projet après des différends envers la production musicale et est remplacée par Pat Carroll.
Jim Carrey auditionne pour le rôle du prince Éric, tandis que les comédiens Bill Maher et Michael Richards auditionnent pour le rôle d'Eurêka.

### Musique
La bande originale de La Petite Sirène est composée par Alan Menken, écrite par Howard Ashman et composée par Thomas Pasatieri. L'album devient plusieurs fois disque de platine et gagne le Grammy Award du meilleur album pour enfants, l'Oscar de la meilleure musique de film et le Golden Globe de la meilleure musique de film, tandis que la chanson Sous l'océan remporte le Grammy Award de la meilleure chanson de film et l'Oscar de la meilleure chanson originale.
La Petite Sirène est considérée par beaucoup comme l« e film qui a amené Broadway dans les dessins animés ». L'une des chansons les plus importantes du film, Partir là-bas, a failli être retirée du film après une expérience négative avec un public d'enfants. Alors que Jeffrey Katzenberg tente de faire enlever la chanson, John Musker et Ron Clements comparent la situation à la chanson Over the Rainbow, presque retirée du film de 1939 Le Magicien d'Oz. Pendant une deuxième séance-test, colorisée et entièrement développée, le numéro musical fonctionne et est donc gardé au montage.

#### Bande originale anglophone
| The Little Mermaid: Original Motion Picture Soundtrack | The Little Mermaid: Original Motion Picture Soundtrack | The Little Mermaid: Original Motion Picture Soundtrack | The Little Mermaid: Original Motion Picture Soundtrack | The Little Mermaid: Original Motion Picture Soundtrack | The Little Mermaid: Original Motion Picture Soundtrack | The Little Mermaid: Original Motion Picture Soundtrack | The Little Mermaid: Original Motion Picture Soundtrack | The Little Mermaid: Original Motion Picture Soundtrack | The Little Mermaid: Original Motion Picture Soundtrack |
| No                                                     | Titre                                                  | Paroles                                                | Musique                                                | Artiste(s) interprète(s)                               | Durée                                                  |                                                        |                                                        |                                                        |                                                        |
| ------------------------------------------------------ | ------------------------------------------------------ | ------------------------------------------------------ | ------------------------------------------------------ | ------------------------------------------------------ | ------------------------------------------------------ | ------------------------------------------------------ | ------------------------------------------------------ | ------------------------------------------------------ | ------------------------------------------------------ |
| 1.                                                     | Fathoms Below                                          | Howard Ashman                                          | Alan Menken                                            | Ship's Chorus                                          | 1:41                                                   |                                                        |                                                        |                                                        |                                                        |
| 2.                                                     | Main Titles - The Little Mermaid                       |                                                        | Alan Menken                                            |                                                        | 1:26                                                   |                                                        |                                                        |                                                        |                                                        |
| 3.                                                     | Fanfare                                                |                                                        | Alan Menken                                            |                                                        | 0:27                                                   |                                                        |                                                        |                                                        |                                                        |
| 4.                                                     | Daughters of Triton                                    | Howard Ashman                                          | Alan Menken                                            | Kimmy Robertson                                        | 0:38                                                   |                                                        |                                                        |                                                        |                                                        |
| 5.                                                     | Part of Your World                                     | Howard Ashman                                          | Alan Menken                                            | Jodi Benson                                            | 3:13                                                   |                                                        |                                                        |                                                        |                                                        |
| 6.                                                     | Under the Sea                                          | Howard Ashman                                          | Alan Menken                                            | Samuel E. Wright                                       | 3:12                                                   |                                                        |                                                        |                                                        |                                                        |
| 7.                                                     | Part of Your World (reprise)                           | Howard Ashman                                          | Alan Menken                                            | Jodi Benson                                            | 2:15                                                   |                                                        |                                                        |                                                        |                                                        |
| 8.                                                     | Poor Unfortunate Souls                                 | Howard Ashman                                          | Alan Menken                                            | Pat Carroll                                            | 4:49                                                   |                                                        |                                                        |                                                        |                                                        |
| 9.                                                     | Les Poissons                                           | Howard Ashman                                          | Alan Menken                                            | René Auberjonois                                       | 1:33                                                   |                                                        |                                                        |                                                        |                                                        |
| 10.                                                    | Kiss The Girl                                          | Howard Ashman                                          | Alan Menken                                            | Samuel E. Wright                                       | 2:41                                                   |                                                        |                                                        |                                                        |                                                        |
| 11.                                                    | Fireworks                                              |                                                        | Alan Menken                                            |                                                        | 0:38                                                   |                                                        |                                                        |                                                        |                                                        |
| 12.                                                    | Jig                                                    |                                                        | Alan Menken                                            |                                                        | 1:32                                                   |                                                        |                                                        |                                                        |                                                        |
| 13.                                                    | The Storm                                              |                                                        | Alan Menken                                            |                                                        | 3:18                                                   |                                                        |                                                        |                                                        |                                                        |
| 14.                                                    | Destruction of the Ghotto                              |                                                        | Alan Menken                                            |                                                        | 1:52                                                   |                                                        |                                                        |                                                        |                                                        |
| 15.                                                    | Flotsam and Jetsam                                     |                                                        | Alan Menken                                            |                                                        | 1:22                                                   |                                                        |                                                        |                                                        |                                                        |
| 16.                                                    | Tour of the Kingdom                                    |                                                        | Alan Menken                                            |                                                        | 1:24                                                   |                                                        |                                                        |                                                        |                                                        |
| 17.                                                    | Bedtime                                                |                                                        | Alan Menken                                            |                                                        | 1:20                                                   |                                                        |                                                        |                                                        |                                                        |
| 18.                                                    | Wedding Announcement                                   |                                                        | Alan Menken                                            |                                                        | 2:16                                                   |                                                        |                                                        |                                                        |                                                        |
| 19.                                                    | Eric to the Rescue                                     |                                                        | Alan Menken                                            |                                                        | 3:40                                                   |                                                        |                                                        |                                                        |                                                        |
| 20.                                                    | Happy Ending                                           | Howard Ashman                                          | Alan Menken                                            | Disney Chorus                                          | 3:11                                                   |                                                        |                                                        |                                                        |                                                        |
| 43:18                                                  |                                                        |                                                        |                                                        |                                                        |                                                        |                                                        |                                                        |                                                        |                                                        |

#### Bande originale francophone
| La Petite Sirène (Bande originale française du film) | La Petite Sirène (Bande originale française du film) | La Petite Sirène (Bande originale française du film) | La Petite Sirène (Bande originale française du film) | La Petite Sirène (Bande originale française du film) | La Petite Sirène (Bande originale française du film) | La Petite Sirène (Bande originale française du film) | La Petite Sirène (Bande originale française du film) | La Petite Sirène (Bande originale française du film) | La Petite Sirène (Bande originale française du film) |
| No                                                   | Titre                                                | Paroles                                              | Musique                                              | Artiste(s) interprète(s)                             | Durée                                                |                                                      |                                                      |                                                      |                                                      |
| ---------------------------------------------------- | ---------------------------------------------------- | ---------------------------------------------------- | ---------------------------------------------------- | ---------------------------------------------------- | ---------------------------------------------------- | ---------------------------------------------------- | ---------------------------------------------------- | ---------------------------------------------------- | ---------------------------------------------------- |
| 1.                                                   | Dans les profondeurs de l'océan                      | Howard Ashman                                        | Alan Menken                                          | Chœurs - La Petite Sirène                            | 1:41                                                 |                                                      |                                                      |                                                      |                                                      |
| 2.                                                   | Main Titles - The Little Mermaid                     |                                                      | Alan Menken                                          |                                                      | 1:26                                                 |                                                      |                                                      |                                                      |                                                      |
| 3.                                                   | Fanfare                                              |                                                      | Alan Menken                                          |                                                      | 0:27                                                 |                                                      |                                                      |                                                      |                                                      |
| 4.                                                   | Filles du roi Triton                                 | Howard Ashman                                        | Alan Menken                                          | Chœurs - La Petite Sirène                            | 0:38                                                 |                                                      |                                                      |                                                      |                                                      |
| 5.                                                   | Partir là-bas                                        | Howard Ashman                                        | Alan Menken                                          | Claire Guyot                                         | 3:13                                                 |                                                      |                                                      |                                                      |                                                      |
| 6.                                                   | Sous l'océan                                         | Howard Ashman                                        | Alan Menken                                          | Henri Salvador                                       | 3:12                                                 |                                                      |                                                      |                                                      |                                                      |
| 7.                                                   | Partir là-bas (reprise)                              | Howard Ashman                                        | Alan Menken                                          | Claire Guyot                                         | 2:15                                                 |                                                      |                                                      |                                                      |                                                      |
| 8.                                                   | Pauvres âmes infortunées                             | Howard Ashman                                        | Alan Menken                                          | Micheline Dax                                        | 4:49                                                 |                                                      |                                                      |                                                      |                                                      |
| 9.                                                   | Les Poissons (French version)                        | Howard Ashman                                        | Alan Menken                                          | Gérard Rinaldi                                       | 1:33                                                 |                                                      |                                                      |                                                      |                                                      |
| 10.                                                  | Embrasse-la                                          | Howard Ashman                                        | Alan Menken                                          | Henri Salvador                                       | 2:41                                                 |                                                      |                                                      |                                                      |                                                      |
| 11.                                                  | Fireworks                                            |                                                      | Alan Menken                                          |                                                      | 0:38                                                 |                                                      |                                                      |                                                      |                                                      |
| 12.                                                  | Jig                                                  |                                                      | Alan Menken                                          |                                                      | 1:32                                                 |                                                      |                                                      |                                                      |                                                      |
| 13.                                                  | The Storm                                            |                                                      | Alan Menken                                          |                                                      | 3:18                                                 |                                                      |                                                      |                                                      |                                                      |
| 14.                                                  | Destruction of the Ghotto                            |                                                      | Alan Menken                                          |                                                      | 1:52                                                 |                                                      |                                                      |                                                      |                                                      |
| 15.                                                  | Flotsam and Jetsam                                   |                                                      | Alan Menken                                          |                                                      | 1:22                                                 |                                                      |                                                      |                                                      |                                                      |
| 16.                                                  | Tour of the Kingdom                                  |                                                      | Alan Menken                                          |                                                      | 1:24                                                 |                                                      |                                                      |                                                      |                                                      |
| 17.                                                  | Bedtime                                              |                                                      | Alan Menken                                          |                                                      | 1:20                                                 |                                                      |                                                      |                                                      |                                                      |
| 18.                                                  | Wedding Announcement                                 |                                                      | Alan Menken                                          |                                                      | 2:16                                                 |                                                      |                                                      |                                                      |                                                      |
| 19.                                                  | Eric to the Rescue                                   |                                                      | Alan Menken                                          |                                                      | 3:40                                                 |                                                      |                                                      |                                                      |                                                      |
| 20.                                                  | Tout est bien qui finit bien                         | Howard Ashman                                        | Alan Menken                                          | Chœurs - La Petite Sirène                            | 3:11                                                 |                                                      |                                                      |                                                      |                                                      |
| 43:18                                                |                                                      |                                                      |                                                      |                                                      |                                                      |                                                      |                                                      |                                                      |                                                      |

## Sorties
- États-Unis : 14 novembre 1997, 31 mars 1998
- Argentine : 4 décembre 1997
- Brésil : 16 janvier 1998
- Suède : 30 janvier 1998
- Danemark : 6 février 1998
- Finlande : 6 février 1998
- Italie : 10 février 1998
- Japon : 14 février 1998
- Corée du Sud : 14 février 1998
- Thaïlande : 6 mars 1998
- Islande : 13 mars 1998
- Hongrie : 2 avril 1998
- Mexique : 3 avril 1998
- Argentine-Chili / Roumanie / Catalan et Latina: 11 avril 1998
- Pologne : 29 mai 1998
- Australie : 18 juin 1998
- Espagne : 26 juin 1998
- France : 1er juillet 1998
- Pays-Bas : 2 juillet 1998
- Allemagne : 9 juillet 1998
- Autriche : 10 juillet 1998
- Suisse alémanique : 10 juillet 1998
- Portugal : 17 juillet 1998
- Royaume-Uni : 17 juillet 1998
- Koweït : 23 septembre 1998

### Ressortie version 3D
- États-Unis : 13 septembre 2013 (sortie annulée en janvier 2013)[24]

## Accueil

### Box-office
Au début de la production de La Petite Sirène, Jeffrey Katzenberg prévient John Musker et Ron Clements que le film étant « pour filles », il amasserait moins que Oliver et Compagnie, alors le plus grand succès du studio en dix ans. Au fur et à mesure, il commence à croire au potentiel du film de devenir un blockbuster,.
Lors de sa semaine de sortie, La Petite Sirène génère 6,1 millions de dollars de recettes, à la troisième place derrière Les Nuits de Harlem et Allô maman, ici bébé. La deuxième semaine, il reste troisième du box-office avec 8,4 millions de dollars, derrière Retour vers le futur 2 et Les Nuits de Harlem. Il génère finalement 84,4 millions de dollars de recettes aux États-Unis, moins que les attentes de Katzenberg mais 64 % de plus que Oliver et Compagnie, en faisant le meilleur démarrage au box-office pour un dessin animé,. Le film ressort en salles le 14 novembre 1997, le même jour que Anastasia de Don Bluth, et permet de générer 27,2 millions de dollars. Le film génère 123 millions de dollars de recettes à l'international pour un box-office international final de 235 millions de dollars.

## Distinctions

### Récompenses
- Golden Globes 1989 :
  - Meilleure musique de film pour Alan Menken
  - Meilleure chanson originale pour Alan Menken et Howard Ashman pour Sous l'océan
- Golden Reel Awards : Meilleur montage sonore
- Grammy Awards :
  - Meilleur album pour enfants
  - Meilleure chanson de film pour Alan Menken et Howard Ashman pour Sous l'océan
- Los Angeles Film Critics Association Awards : Meilleur film d'animation pour John Musker et Ron Clements
- Oscars du cinéma 1989 :
  - Meilleure musique de film pour Alan Menken
  - Meilleure chanson originale pour Alan Menken et Howard Ashman pour Sous l'océan
- BMI Film and TV Awards : Meilleure musique de film pour Alan Menken
- Satellite Awards 2006 : Meilleur DVD familial
- Young Artist Awards : Meilleur film d'animation

### Nominations
- Artios Awards :
  - Meilleur casting pour un film de comédie pour Mary V. Buck et Susan Edelman
- Golden Globes 1989 :
  - Meilleur film musical ou de comédie
  - Meilleure chanson originale pour Alan Menken et Howard Ashman pour Embrasse-la
- Grammy Awards :
  - Meilleur enregistrement pour enfants pour Roy Dotrice pour The Little Mermaid Read-Along
  - Meilleure musique de film pour Alan Menken
  - Meilleure chanson de film pour Alan Menken et Howard Ashman pour Embrasse-la
- Oscars du cinéma 1989 :
  - Meilleure chanson originale pour Alan Menken et Howard Ashman pour Embrasse-la

## Héritage culturel
La Petite Sirène, première adaptation d'un conte merveilleux par Disney depuis La Belle au bois dormant en 1959, est un film important dans l'histoire du cinéma pour de nombreuses raisons : il rétablit les longs-métrages d'animation comme une production rentable pour The Walt Disney Company, sur lesquels les parcs à thème, les séries télévisées et les films en prise de vues réelles avaient pris le dessus depuis les années 1950,. Il est le deuxième film produit par Disney, après Oliver et Compagnie, après son expansion suite à Qui veut la peau de Roger Rabbit, et le premier succès public et critique majeur du studio depuis Le Livre de la jungle 22 ans auparavant. Les films suivants, notamment La Belle et la Bête, Aladdin et Le Roi lion, deviennent également des succès et créent la Renaissance Disney. L'équipe d'animation du studio passe de 300 personnes en 1988 à 2 200 personnes en 1999, réparties dans trois studios : à Burbank, en Californie ; à Lake Buena Vista, en Floride ; et à Montreuil, en Seine-Saint-Denis. De plus, La Petite Sirène signale le rétablissement du film musical comme standard des films d'animation Disney, après les années 1970 et 1980 qui brisent la formule instaurée par Disney depuis les années 1930.
En 2022, le film est sélectionné pour conservation à la bibliothèque du Congrès par la National Film Registry comme étant « culturellement, historiquement ou esthétiquement important ».

## Autres adaptations

### Série télévisée
Une série télévisée d'animation éponyme est diffusée en 1992 sur CBS, suivant les aventures d'Ariel avant les événements du film.

### Suite et préquelle
Une suite en direct-to-video, intitulée La Petite Sirène 2 : Retour à l'océan, sort le 19 septembre 2000 et suit les aventures de Melody, la fille d'Ariel et du prince Éric. En 2008 sort un troisième film en direct-to-video qui fait office de préquelle, intitulée Le Secret de la Petite Sirène.

### La Petite Sirène Live!
La Petite Sirène Live! est diffusée le 5 novembre 2019 sur ABC pour commémorer le trentième anniversaire du film. Auliʻi Cravalho, Queen Latifah et Shaggy y incarnent respectivement Ariel, Ursula et Sébastien. Cet épisode spécial est également utilisé pour promouvoir le nouveau service de streaming vidéo Disney+, lancé le 12 novembre 2019.

### Adaptation en prise de vues réelles
En mai 2016, Deadline Hollywood annonce le développement d'une adaptation en prise de vues réelles du film réalisée par Rob Marshall,. Alan Menken revient en tant que compositeur, tandis que les nouvelles chansons sont écrites par Lin-Manuel Miranda. Halle Bailey, Jonah Hauer-King, Javier Bardem et Melissa McCarthy y incarnent respectivement Ariel, Éric, Triton et Ursula, tandis que Daveed Diggs, Jacob Tremblay et Awkwafina y doublent les personnages animés. Le film sort le 26 mai 2023.